# 不可能的任務3
《不可能的任務3》（英語：Mission: Impossible III，簡稱）是一部2006年美國動作諜報片，不可能的任務電影系列的第三部電影。湯姆·克魯斯繼續飾演不可能任务情报局特務伊森·韓特，其他演員包括強納森·萊斯·梅爾、李美琪、蜜雪兒·摩納漢、菲利浦·西摩·霍夫曼、勞倫斯·費許朋及凱莉·羅素。
《不可能的任務3》由電視連續劇《雙面女間諜》的原作者及監製J·J·亞柏拉罕執導，也是他執導的首部長片。電影2006年4月26日於翠貝卡電影節首映，5月3日開始正式在全球各地上映。此電影在2005年7月於意大利羅馬開始拍攝，並一直保持高度機密，無論劇情或角色資料，外界所知甚少。部份外景則在德國柏林、意大利、中國上海及西塘、美國弗吉尼亞州及加州等地拍攝。本片於當年的全球票房取得排名第八的收入。

## 劇情
不可能任務情報局特務伊森·韓特經過多年刀鋒舐血的日子後，決定正式退休並遠離前線，以訓練新進特務為主要工作，同時也和交往多時的護士女友茱莉亞·米德訂婚，其並不知情伊森身為特務一事。伊森的訂婚派對當晚，他的情報局行動主管兼好友約翰·馬斯格雷夫通知說伊森所訓練的學徒琳賽·菲瑞斯，在監視神秘軍火販子歐文·戴維恩的任務時被敵方抓獲，希望伊森能暫時回歸工作去營救她，以奪回關於戴維恩的重要情報。為了拯救琳賽，伊森決定重裝上陣，和馬斯格雷夫挑選的隊伍成員一起行動：當中有戴克蘭·戈姆利、李珍、以及伊森老友路德·史提寇。
眾人來到德國柏林的廢棄工廠裡受大量敵軍追捕，拿走兩部損毀的筆電並救出琳賽。但在搭直升機逃亡途中，琳賽因為大腦裡被德維恩植入的小型炸彈膠囊被啟動而開始劇烈頭痛，伊森還未來得及對她實行心臟電擊來解除炸彈就目睹她身亡。任務失敗之下，伊森和馬斯格雷夫兩人都受西歐多·布萊瑟局長責罵，而伊森參加完琳賽葬禮後偶然得知，她死前曾經用明信片方式寄出某種情報，當中郵票後方沾有一個磁性微點。技術員班吉·鄧恩解析損毀的電腦硬盤，得知戴維恩將會去梵蒂岡獲取某件稱作「兔腳」（Rabbit's Foot）的神秘物品。急切想為琳賽討回公道的伊森重新召集路德、戴克蘭和珍，瞞住上級前往梵蒂岡抓回戴維恩；離開前，伊森在茱莉亞工作的醫院禮拜堂中跟她完婚。在梵蒂岡聖伯多祿大殿裡，伊森等人經過一場驚險的角色對換行動而成功抓獲戴維恩。
戴維恩在回程途中持續言語挑釁，使伊森一怒之下將他掛在飛機艙門口進行審問，但最終沒有問出兔腳的內情。回國後，伊森坐上車隊押送戴維恩途中，打開琳賽死前的微點發現是一個自錄影片，琳賽在當中交代她調查到布萊瑟局長很可能是戴維恩的同夥。一瞬間，車隊在切薩皮克灣隧橋遭偵察機等大量德國傭兵伏擊，戴維恩搭上直升機逃之夭夭。伊森突然得知戴維恩已派人去綁架茱莉亞，火速跑到醫院後發現去遲一步，戴維恩拿茱莉亞的手機聯繫伊森，限他在48小時內尋獲兔腳來換取茱莉亞一命。同時，伊森因這次私自行動造成不小傷亡與損失，被布萊瑟派人抓回總部審問，但馬斯格雷夫偷偷對伊森用讀唇法，透漏自己攔截到戴維恩的電話而得知茱莉亞遭綁架，告知伊森去上海尋找兔腳，最後暗中協助他脫身逃出總部，讓伊森前去上海跟路德、戴克蘭和珍會合。
眾人分析戴維恩的資料獲知兔腳位於一間難以入侵的大廈實驗室中，時間緊迫的伊森冒險靠蕩吊屋頂形式闖入實驗室搶走兔腳，再冒險低空跳傘與街上的隊友接應後擺脫後方追趕的警衛。伊森隨後親自送貨而同樣遭戴維恩劫持，大腦裡被植入炸彈膠囊。戴維恩在伊森面前用槍指著茱莉亞，始終詢問兔腳在何處，即使伊森拼命解釋並懇求他放過茱莉亞，戴維恩數完十秒後還是槍殺茱莉亞。隨後，身為戴維恩真正同夥的馬斯格雷夫來到伊森面前，揭示剛被槍殺的“茱莉亞”面具下其實是戴維恩的保全隊長兼翻譯官，其因為在梵蒂岡保護戴維恩失敗而遭懲罰，故弄玄虛是為了將伊森逼入絕境，以此確保他帶來的兔腳是真貨。馬斯格雷夫解釋他跟戴維恩合作得到兔腳是為了將這件大規模殺傷武器賣給恐怖分子，好讓美國有正當理由去派兵攻打所謂的“惡意國家”。
趁馬斯格雷夫用電話證實茱莉亞還活著時，伊森趁機偷襲他後鬆綁脫身，聯絡班吉追蹤電話找到關押茱莉亞的診所。然而戴維恩啟動伊森頭部裡的炸彈，本想藉此奪回局勢，但伊森強忍著頭痛、用雙肘痛打戴維恩後，將他推出診所外後被一輛貨車當場撞死。伊森救出茱莉亞後卻發現診所內沒有心臟除顫器，只能靠電線對自己實施電擊來解除頭部炸彈，動手前教導茱莉亞使用一把手槍來自保。當伊森被電至昏迷時，茱莉亞靠手槍自衛殺死剩餘的敵人，最後還槍殺拎著兔腳走進來的馬斯格雷夫。茱莉亞隨後救醒伊森，夫妻倆走遍村莊時，伊森也對她坦白自己的特務身份。兔腳被伊森歸還給情報局，布萊瑟對此十分感激而和他釋盡前嫌，滿載而歸的伊森立馬跟茱莉亞前去準備好的蜜月之行。

## 演員
| 演員                                      | 角色                           | 備註                                                                                               |
| 湯姆·克魯斯 Tom Cruise                    | 伊森·韓特 Ethan Hunt           | 不可能任務情報局特務，現今本已退休，並且和未婚妻茱莉亞訂婚，但因學徒琳賽被敵方擒獲才決定重新上陣。 |
| 文·雷姆斯 Ving Rhames                     | 路德·史提寇 Luther Stickell    | 伊森的多年摯友，和他同是情報局資深特務。                                                           |
| 蜜雪兒·摩納漢 Michelle Monaghan           | 茱莉亞·米德 Julia Meade        | 護士，伊森的未婚妻，並不知情伊森的特務身份。                                                       |
| 菲利浦·西摩·霍夫曼 Philip Seymour Hoffman | 歐文·戴維恩 Owen Davian        | 黑市軍火商，被情報局封為極度危險的罪犯，試圖不擇手段地尋獲「兔腳」。                               |
| 比利·克魯德普 Billy Crudup                | 約翰·馬斯格雷夫 John Musgrave  | 情報局行動主管，伊森的上級兼好友。                                                                 |
| 勞倫斯·費許朋 Laurence Fishburne          | 西歐多·布萊瑟 Theodore Brassel | 情報局局長，伊森和馬斯格雷夫的最高上司。                                                           |
| 強納森·萊斯·梅爾 Jonathan Rhys Meyers     | 戴克蘭·戈姆利 Declan Gormley   | 情報局特務，伊森的隊伍成員。                                                                       |
| 李美琪 Maggie Q                           | 李珍 Zhen Lei                  | 情報局華裔特務，伊森的隊伍成員。                                                                   |
| 賽門·佩吉 Simon Pegg                      | 班吉·鄧恩 Benji Dunn           | 情報局技術員，幫伊森解析帶回來的情報。                                                             |
| 凱莉·羅素 Keri Russell                    | 琳賽·菲瑞斯 Lindsey Farris     | 伊森的學徒，天賦異稟，訓練結束後就被伊森推薦執行實戰任務。                                         |
| 埃迪·馬森 Eddie Marsan                    | 布朗威 Brownway                | 戴維恩的左右手。                                                                                   |

其他演員包括巴哈兒·舒米克飾演戴維恩的保全主管兼翻譯官，傑夫·切斯飾演戴維恩的私人保鏢，小麥可·貝瑞飾演受戴維恩指派在醫院綁架茱莉亞的假警察；亞倫·保羅飾演瑞克·米德，茱莉亞的弟弟。

## 製作
- 電影公司原准备请大卫·芬奇（曾執導）来作導演， 但是他推绝了此邀请去导演另外一部电影。[1]这位子被喬·卡納漢替代，但是卡納漢在一场影片情调纠纷后而辞职。
- Dean Greogaris和法蘭·達拉本特做了一些早期剧本草稿的工作。
- 電影製作在2004年底曾經暫停，令湯·告魯斯可參與電影的製作。
- 原准备的出版日期为2005年，由于Carrie-Anne Moss和Kenneth Branagh的退出而推迟。史嘉蕾·乔韩森和Lindsay Lohan也曾被認為可能會成為克鲁斯的搭檔。J. J. Abrams的电视剧《Alias》演员Ricky Gervais原来扮演这电影的一個配角，但因角色份量的擴張而退出。英国演员和剧本作家Simon Pegg被选派演Ethan Hunt的助手。
- 主體拍攝於2005年7月12日正式開始，拍攝地包含美國（如洛杉矶）和義大利（如罗马）[2]。
- 克鲁斯传说制作了一部模式告片带有他本人的惊险动作提供给他的朋友们。而后，一部官方告片出现于雅虎电影。[3]
- 克鲁斯请求让电影在柏林的德国国会大楼拍一场场面，但是被德国政府否决。
- 原本电影中上海的戲份要在台北進行拍攝，主要是劇組看上世界高樓101。但是因為政府作業問題以及回應的具體性不足，台北錯失了國際行銷的機會[4]。
- 在欧美，这电影的电视广告在美式足球的《超级杯》中而播放，两次在《WWE Monday Night RAW》播放，还有在FX频道的《盾牌》电视剧中播放。
- 因为克鲁斯的邀请，肯伊·威斯特制作了此电影的主题歌。主题歌的制作助手有Twista、Keyshia Cole、和BJ Thomas。歌名为《Impossible》而会出版于这电影的音带盘。
- 尽管在德国和中国都有取景拍摄，但是反映当地交通工具的细节还是让人看出破绽。例如，柏林的工厂里面，火车车皮的联结挂钩都不是欧洲规格，逃出工厂的卡车也是美国规格的；在上海的街道和马路上，除了不时出现的上海大众桑塔纳出租车和最后把戴维恩撞死的东风大卡车外，其余都是美国规格的汽车，其悬挂的高仿中国92式车牌太过虚假，尺寸与美国牌照一致，另外在伊森穿越马路寻找兔脚的时候，居然发现出租车悬挂的都是黄色牌照，还有一部码头专用的拖头可以拖着油车出现在闹市中心。

## 評價
爛番茄新鮮度70%，基於221條評論，平均分為6.6/10，而在Metacritic上得到66分，IMDB上得6.9分，獲得普遍好評。

## 票房
- 預算 - $150,000,000
- 開畫票房收入 - $47,743,273
- 美國總收入 - $134,029,801
- 海外總收入 - $263,820,211
- 全球總收入 - $397,850,012

## 外部連結
- 電影預告片與超級盃電視廣告 （页面存档备份，存于）（Apple.com）
- SoundtrackNet's Mission: Impossible 3 Scoring Session Exclusive （页面存档备份，存于）
- 互联网电影数据库（IMDb）上《不可能的任務3》的资料（英文）
- AllMovie上《不可能的任務3》的资料（英文）
- 爛番茄上《不可能的任務3》的資料（英文）
- Metacritic上《不可能的任務3》的資料（英文）
- Box Office Mojo上《不可能的任務3》的資料（英文）
- Yahoo奇摩電影上《不可能的任務3》的資料（繁體中文）
- 開眼電影網上《不可能的任務3》的資料（繁體中文）
- 时光网上《不可能的任務3》的資料（简体中文）
- 豆瓣电影上《不可能的任務3》的資料 （简体中文）